# Dicranocnemus hypocrita
Dicranocnemus hypocrita är en skalbaggsart som beskrevs av Louis Albert Péringuey 1902. Dicranocnemus hypocrita ingår i släktet Dicranocnemus och familjen Melolonthidae. Inga underarter finns listade i Catalogue of Life.